# پوهوروویتسه
پوهوروویتسه (به چکی: Pohorovice) یک منطقهٔ مسکونی در جمهوری چک است که در ناحیه ستراکونیتسه واقع شده‌است. پوهوروویتسه ۵٫۱۹ کیلومتر مربع مساحت و ۷۷ نفر جمعیت دارد و ۴۱۸ متر بالاتر از سطح دریا واقع شده‌است.